# Лаврененко, Константин Дмитриевич
Константи́н Дми́триевич Лаврене́нко (1908—1988) — советский хозяйственный и государственный деятель.

## Биография
Родился в 1908 году в Киевской губернии. Член КПСС с 1928 года.
С 1924 года — на хозяйственной, общественной и политической работе. В 1924—1988 гг. — в профшколе при заводе, слесарь-разметчик, секретарь комитета комсомола на Днепропетровском металлургическом заводе, главный инженер, директор Березниковской ГРЭС, в Главном управлении энергетики Министерства электростанций СССР[что?], начальник работ по восстановлению Варшавской ТЭС, заместитель министра энергетики и электрификации СССР, главный редактор журнала «Теплоэнергетика».
Умер в Москве в 1988 году.

## Интересные факты
В  1978 году, в соавторстве с Борисом Дьяковым, написал книгу «Свет жизни». Тема произведения: об электрификации России.